# Suéter (álbum)
Suéter es el primer disco homónimo del grupo de rock argentino  Suéter. Fue lanzado en el año 1982. El álbum está conformado por diez canciones emparentadas con el pop rock, entre las cuales estaban Como en un barco lleno de lauchas, Sin porteros, Métodos y El  pecarí. A pesar de que el disco pasó casi desapercibido, su registro y las presentaciones de la banda junto a Charly García fueron un paso importante para la popularidad de la música divertida a inicios de los 80´s.

## Lista de canciones
Todas las canciones escritas y compuestas por Suéter. 
| N.º | Título                               | Escritor(es)    | Duración |  |
| 1.  | «Como en un barco lleno de lauchas»  | Miguel Zavaleta | 03:30    |  |
| 2.  | «Métodos»                            | Jorge Minissale | 03:37    |  |
| 3.  | «Su única diferencia»                | Miguel Zavaleta | 04:32    |  |
| 4.  | «Sin porteros»                       | Miguel Zavaleta | 03:46    |  |
| 5.  | «Atrapado en el hielo»               | Jorge Minissale | 04:04    |  |
| 6.  | «El pecarí»                          | Miguel Zavaleta | 03:37    |  |
| 7.  | «De mi corazón directo a tu corazón» | Juan del barrio | 03:41    |  |
| 8.  | «Nos va bien»                        | Miguel Zavaleta | 04:32    |  |
| 9.  | «El fugitivo»                        | Miguel Zavaleta | 04:32    |  |
| 10. | «Hasta mañana por la mañana»         | Miguel Zavaleta | 03:54    |  |

## Personal
Banda
- Miguel Zavaleta: Voz y Teclados
- Jorge Minissale: Guitarra
- Juan del Barrio: Teclados
- Daniel Colombres: Batería
- Edgardo Folino: Bajo

## Colaboraciones
- Fabiana Cantilo
- Celsa Mel Gowland
- Claudia Puyó
- Frank Ojstersek